# Lípa u Podlešáků
Lípa u Podlešáků je památný strom ve vsi Jetenovice, severně od Horažďovic. Dožívající Lípa malolistá (Tilia cordata) roste u č. p. 25 v nadmořské výšce 480 m. Obvod jejího kmene měří 735 cm a koruna stromu dosahuje do výšky 35 m (měření 1998). Lípa je chráněna od roku 1992 pro svůj vzrůst a věk.